# Amlia
L'île Amlia (Amlax en aléoute) est une île appartenant à l'archipel Andréanof, des îles Aléoutiennes. Elle est située à l'est de l'archipel, entre les îles Atka et Seguam. Elle appartient à l'Alaska, États-Unis.
L'île est longue de 74 km et large de 14 km, sauvage, avec une superficie de 445 km², faisant de l'île Amlia la 36e plus grande île des États-Unis. Son point culminant s'élève à 616 m. L'île est inhabitée.

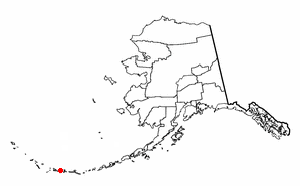
Localisation de l'île Amlia